# Olaus Rudbeck
Olaus Rudbeck, ook Olof Rudbeck de Oudere, soms gelatiniseerd tot Olaus Rudbeckius (Västerås, 13 september 1630 – Uppsala, 12 december 1702), was een Zweeds anatoom, natuurkundige en schrijver. Hij was hoogleraar aan de Universiteit van Uppsala en diende enkele jaren als rector magnificus van diezelfde universiteit. Rudbeck was begaafd in veel vakgebieden, maar wordt vandaag vooral onthouden vanwege zijn bijdragen aan de kennis van de menselijke anatomie en de taalkunde. Hij richtte tevens Zwedens eerste botanische tuin op en ontwierp het anatomisch theater in het Gustavianum.

## Familie
Rudbeck was de zoon van Johannes Rudbeckius, bisschop en kapelaan van koning Gustaaf II Adolf. 
Rudbecks zoon Olof Rudbeck de Jongere werd eveneens hoogleraar in Uppsala.
- Bibsys: 90908073
- Biblioteca Nacional de España: XX1747112
- Bibliothèque nationale de France: cb12158039m (data)
- Author citation (botany): O.J.Rudbeck
- Catàleg d'autoritats de noms i títols de Catalunya: 981058520067806706
- CiNii: DA06121187
- Gemeinsame Normdatei: 119265532
- International Standard Name Identifier: 0000 0001 1600 2973
- Library of Congress Control Number: n85257681
- Mathematics Genealogy Project: 234967
- Bibliotheek van het Japanse parlement: 001344748
- Nationale Bibliotheek van Tsjechië: nlk20000091783
- Nationale Bibliotheek van Israël: 987007499089805171
- Nationale Bibliotheek van Polen: a0000001247505
- Nederlandse Thesaurus van Auteursnamen: 071177094
- Réseau des bibliothèques de Suisse occidentale: 02-A013757853
- Istituto Centrale per il Catalogo Unico: CFIV076759
- LIBRIS: 88310
- SNAC: w63n21dv
- Système universitaire de documentation: 030095557
- Union List of Artist Names: 500325229
- Virtual International Authority File: 17261560
- WorldCat: E39PBJxCCCXPRfjQ6vQYTCXDbd

1. ↑  "Olof (Olaus) Rudbeck"; Svenskt biografiskt lexikon; Svenskt biografiskt lexikon-identificatiecode: 6987.